# 1940
1940 (MCMXL) a fost un an bisect al calendarului gregorian, care a început într-o zi de luni.

## Evenimente

Pierderile teritoriale din România în vara anului 1940

### Ianuarie
- 8 ianuarie: Al Doilea Război Mondial: Bătălia de la Suomussalmi. Armata finlandeză învinge a 44-a Divizie Sovietică de Asalt.
- 8 ianuarie: Sunt instituite rațiile de alimente în Marea Britanie.

### Februarie
- 10 februarie: Al Doilea Război Mondial: Prima din patru deportări majore ale populației poloneze către Siberia. Sunt trimiși aproape 220.000 de funcționari publici, oficiali guvernamentali, mici fermieri și pădurari.

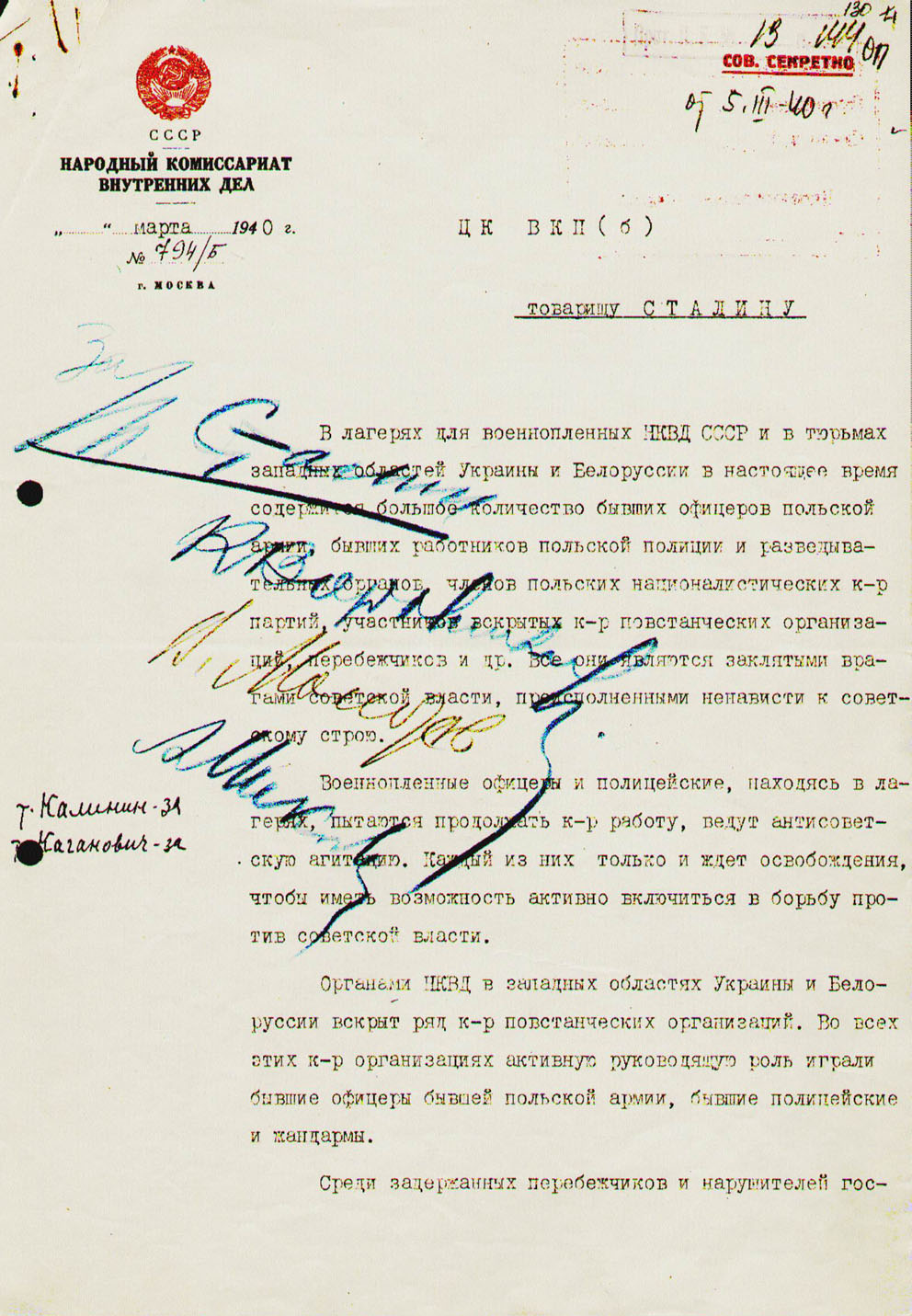
Propunerea făcută de Beria, de exterminare a elitei poloneze, cu semnăturile de aprobare din partea lui Stalin, Voroșilov, Molotov și Mikoyan. Acțiunea a fost concretizată în Masacrul de la Katyn.

### Martie
- 5 martie: Al Doilea Război Mondial: Stalin decide aplicarea "soluției capitale" pentru prizonierii de război din închisorile Kozielsk, Starobielsk și Ostaszkow, cât și celor 11.000 de oameni închiși în Ucraina și Belarus. Execuțiile au început în aprilie 1940 și s-au concretizat în Masacrul de la Katyn.
- 18 martie. Al Doilea Război Mondial: Adolf Hitler și Benito Mussolini se întâlnesc la Brenner pentru a decide o alianță împotriva Franței și a  Marii Britanii.
- 29 martie: Comisarul poporului la Externe, Molotov, a ținut în Sovietul Suprem al URSS, un discurs asupra raporturilor cu România. Molotov a explicat că există o chestiune litigioasă, aceea a Basarabiei, a cărei anexare de către România nu a fost niciodată recunoscută de URSS.

### Aprilie
- 3 aprilie: Al Doilea Război Mondial: Primul grup de 62 prizonieri de război polonezi, sunt duși de la Kozielsk la Katyn, unde sunt executați de către NKVD și aruncați într-un mormânt comun.
- 7 aprilie: La București, a avut loc deschiderea oficială a Institutului Cultural German.
- 8 aprilie: Al Doilea Război Mondial: Submarinul polonez Orzeł, aflat sub comandă britanică, scufundă nava germană, Rio de Janeiro, conținând materiale pentru ocuparea Norvegiei.
- 9 aprilie: Al Doilea Război Mondial: Germania invadează Danemarca și Norvegia.
- 13 aprilie: Al Doilea Război Mondial: Al doilea val din patru deportări majore ale polonezilor către Siberia. Sunt aleși 230.000 de membrii ai familiilor celor care-au scăpat de arestările trecute, care fugiseră în străinătate, negustori și fermieri.
- 27 aprilie: Al Doilea Război Mondial: Heinrich Himmler ordonă construirea lagărului de exterminare de la Auschwitz.

### Mai

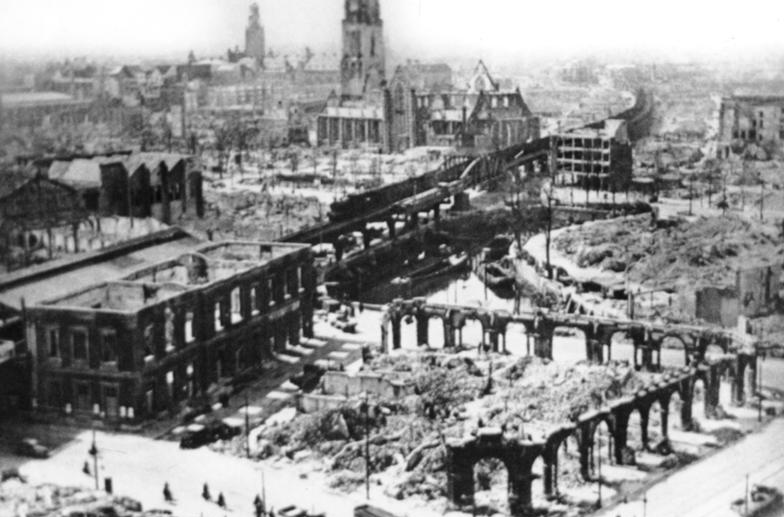
Rotterdam după un raid aerian german.

- 4 mai: Al Doilea Război Mondial: Distrugătorul polonez, Grom, este scufundat în apropiere de Narvik.
- 8 mai: Al Doilea Război Mondial: Brigada poloneză, Podhalanska, parte a forțelor Aliaților, aterizează pe insula norvegiană, Hinnoy, și se pregătește să atace Narvik, ocupat de Germania.
- 10 mai: Winston Churchill devine prim-ministru al Marii Britanii în urma demisiei premierului Neville Chamberlain.
- 10 mai: Al Doilea Război Mondial: Germania invadează Franța, Belgia, Țările de Jos și Luxemburg.
- 11 mai: Al Doilea Război Mondial: Ultimii 50 de prizonieri de război polonezi sunt transportați de la Kozielsk la Katyn, unde sunt executați. Din totalul de 4.200 de prizonieri de la Kozielsk, 245 sunt cruțați. În total, 27.000 de polonezi ai trupelor Aliaților sunt uciși la ordinele lui Stalin.
- 14 mai: Al Doilea Război Mondial: Rotterdam este bombardat de aviația germană; Țările de Jos se predă Germaniei.
- 17 mai: Al Doilea Război Mondial: Germania ocupă orașul Bruxelles, Belgia.
- 26-31 mai: Al Doilea Război Mondial: Distrugătorul polonez Blyskawica ia parte la evacuarea Trupei Adiționale britanice din Dunkirk.
- 27 mai: Al Doilea Război Mondial: Acord economic româno–german (Olwaffen Pakt, "pactul petrolului"), care adâncește dependența economiei naționale române față de Germania. România renunță la declarația de neutralitate din 7 septembrie 1939.
- 28 mai: Al Doilea Război Mondial: Belgia se predă Germaniei.
- 29 mai: Al Doilea Război Mondial: Trupele Aliate Adiționale recuceresc Narvik din mâinile germanilor.

### Iunie

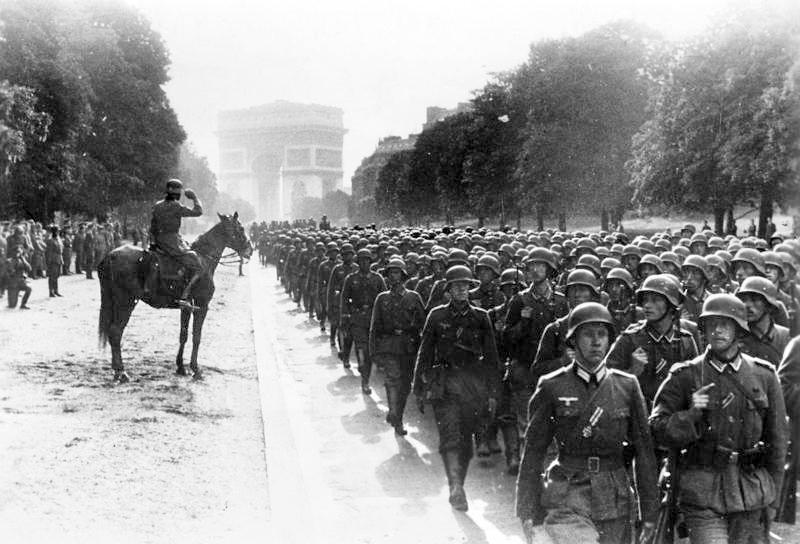
Parada victorioasă a trupelor germane în fața Arcului de Triumf. A Treia Republică Franceză se încheie.

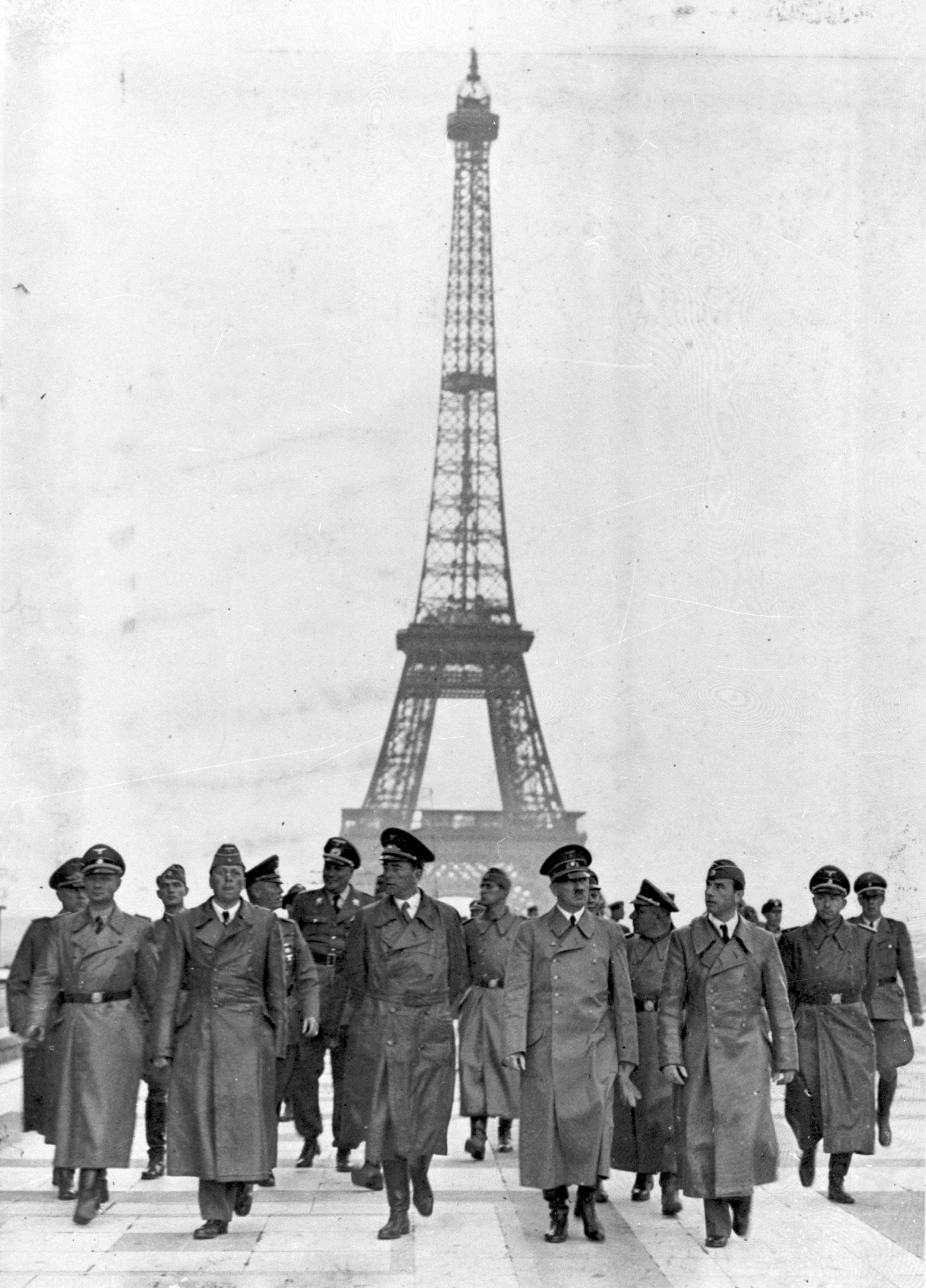
22 iunie: La scurt timp după capitularea Franței, Hitler vizitează orașul Paris.

- 3 iunie: Al Doilea Război Mondial: Se încheie bătălia de la Dunkirk, cu victoria germanilor.
- 8 iunie: Al Doilea Război Mondial: Submarinul Orzel[1] este scufundat în apele norvegiene, având la bord un echipaj de 6 ofițeri și 49 marinari.
- 10 iunie: Al Doilea Război Mondial: Italia declară război Franței și Marii Britanii.
- 10 iunie: Al Doilea Război Mondial: Canada declară război Italiei.
- 10 iunie: Al Doilea Război Mondial: Norvegia se predă Germaniei.
- 14 iunie: Al Doilea Război Mondial: Armata germană ocupă Paris, și-l declară „oraș deschis”.
- 14 iunie: Al Doilea Război Mondial: Primii 728 de prizonieri polonezi sunt aduși la Auschwitz.
- 17 iunie: Al Doilea Război Mondial: URSS invadează Estonia, Letonia și Lituania cu o jumătate de milion de soldați. Sute de mii de cetățeni sunt deportați în Siberia.
- 17 iunie: Al Doilea Război Mondial: Radiodifuziunea Franceză transmite discursul mareșalului Philippe Pétain, președintele Consiliului de Miniștri francez, în care acesta cere poporului francez să predea armele și să înceteze rezistența contra armatei naziste: „Cu inima strânsă, vă spun astăzi că trebuie să încetăm lupta”.
- 18 iunie: Al Doilea Război Mondial: Celebrul discurs al Generalului francez, Charles de Gaulle, la postul de radio BBC, în care cere compatrioților săi să continue lupta contra Germaniei naziste cotropitoare.
- 18 iunie: Al Doilea Război Mondial: Prima Divizie poloneză de Grenadieri apără sectorul său într-o bătălie de două zile împotriva Germaniei la Lagarde, Franța.
- 19 iunie: Al Doilea Război Mondial: Pe măsură ce Franța se pregătește să capituleze, generalul polonez Sikorski anunță că Polonia va continua lupta. Trupele poloneze trec în Marea Britanie, Elveția și Africa.
- 20 iunie: Al Doilea Război Mondial: Majoritatea membrilor Diviziei a II-a poloneze, 14.000 de soldați trec de bariera dintre Franța și Elveția, după căderea Franței.
- 20-21 iunie: Al Doilea Război Mondial: 378 de prizonieri polonezi de la închisoarea Pawiak sunt executați de către naziști în apropiere de Palmiry.
- 22 iunie: Al Doilea Război Mondial: Noul guvern francez, condus de Pétain, semnează cu Germania armistițiul de la Rethondes.
- 23 iunie: Al Doilea Război Mondial: A III-a din patru deportări masive a polonezilor către Siberia. Sunt aleși 240.000 dintre cei ce scăpaseră trupelor naziste, mici comercianți, doctori, profesori și jurnaliști.
- 28 iunie: Al Doilea Război Mondial: În urma pactului Ribbentrop-Molotov, Uniunea Sovietică ocupă Basarabia și Bucovina de Nord.

### Iulie
- 1 iulie: Are loc Pogromul de la Dorohoi, care declanșează în toată România și alte atacuri împotriva populației evreiești.
- 1-12 iulie: Al Doilea Război Mondial: Gestapo deportează către Auschwitz 80 de avocați ai Baroului polonez, care refuzau să excludă avocații evrei din Barou.
- 10 iulie: Al Doilea Război Mondial: Începe bătălia Marii Britanii.
- 26 iulie: La Salzburg, Austria are loc o întrevedere între Ion Gigurtu, prim-ministru al României și Mihail Manoilescu, ministru de externe, pe de o parte, și Adolf Hitler și Joachim von Ribbentrop, de cealaltă parte. Guvernului român i s-a cerut să răspundă pozitiv, prin propuneri și negocieri directe, revendicărilor teritoriale ale Ungariei.

### August
- 5 august: Al Doilea Război Mondial: Aviația poloneză este reconstituită în Marea Britanie  ca parte din Royal Air Forces - RAF.
- 7 august: Al Doilea Război Mondial: A fost încheiat acordul dintre Churchill și De Gaulle  privind organizarea Forțelor Franceze Libere.
- 14 august: Al Doilea Război Mondial: Escadrila (poloneză), RAF 302 Poznan, intră în luptă.
- 16 august: Al Doilea Război Mondial: Începerea tratativelor româno-maghiare de la Turnu Severin. Eșecul acestora, a dus la Dictatul de la Viena din 30 august 1940.
- 21 august: Lev Troțki, creatorul Armatei Roșii și colaborator al lui Lenin în Revoluția bolșevică, a fost asasinat din ordinul lui Stalin în locuința sa din Mexic, unde se exilase pentru a se eschiva urmăririi lui Stalin.
- 30 august: Al Doilea Război Mondial: A fost încheiat al doilea protocol al Dictatului de la Viena. România a cedat Ungariei Transilvania de Nord, inclusiv orașul Cluj.
- 30 august: Al Doilea Război Mondial: Escadrila „RAF 303 Kosciuszko”, intră în război, odată cu doborârea de către un pilot polonez a unui bombardier german în timpul unui zbor de antrenament. Escadrila va fi creditată cu 126 de victime: cea mai mare în comandamentul aviatic[2].

### Septembrie

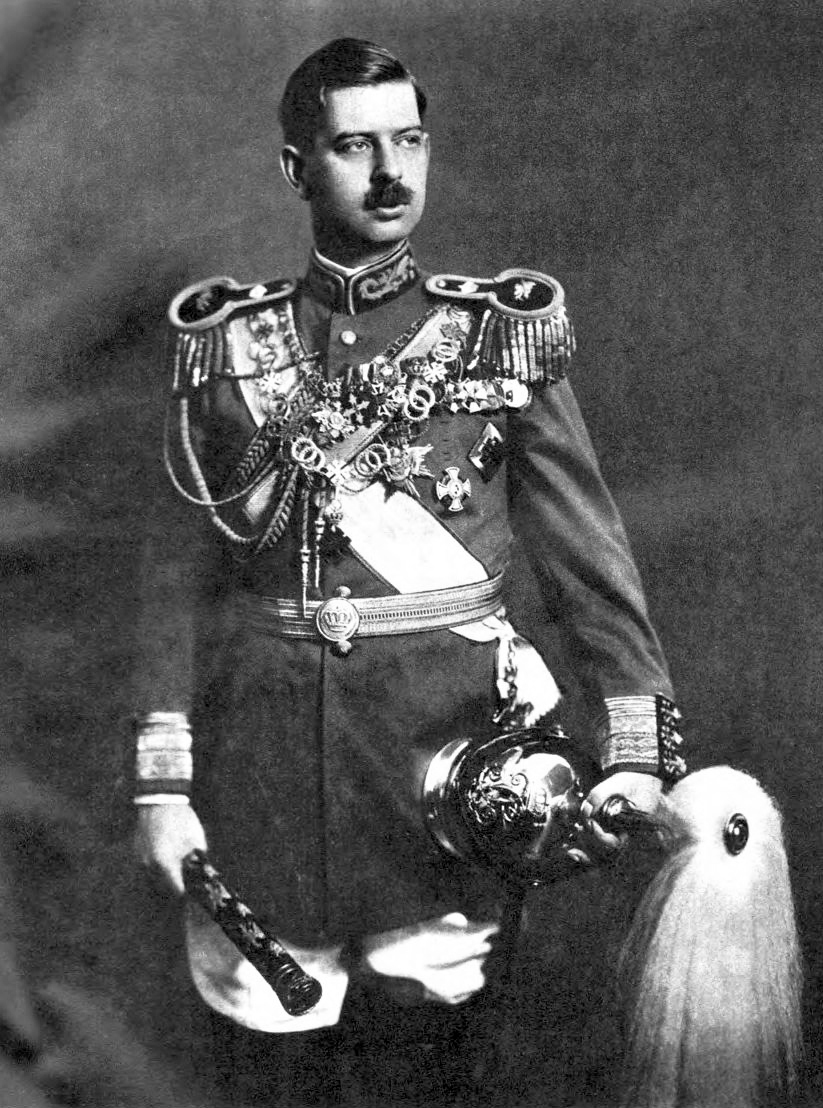
6 septembrie: Sub presiunea lui Ion Antonescu, Regele Carol al II-lea abdică în favoarea fiului său, Mihai.

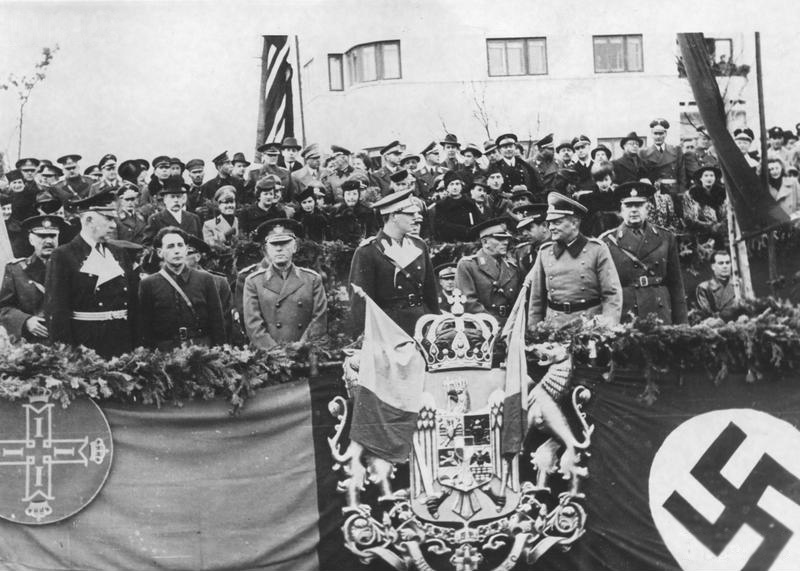
14 septembrie: Regele Mihai I semnează Decretul regal, prin care statul român este proclamat „Stat Național-Legionar”. Ion Antonescu este „Conducătorul” statului legionar și șeful regimului legionar, iar conducătorul Mișcării Legionare, Horia Sima, este numit vicepreședinte al Consiliului de Miniștri și ministru secretar de Stat.

- 4 septembrie: Generalul Ion Antonescu devine prim-ministru al României.
- 5 septembrie: Regele Carol al II-lea suspendă Constituția din februarie 1938 și-i cedează lui Ion Antonescu principalele prerogative regale.
- 6 septembrie: Sub presiunea lui Antonescu, Regele Carol al II-lea abdică în favoarea fiului său, Mihai. Începe cea de-a doua domnie a lui Mihai I (1940-1947), sub dictatura Conducătorului Ion Antonescu.
- 7 septembrie: Al Doilea Război Mondial: Tratatul de frontieră dintre România și Bulgaria, prin care, sub presiunea Germaniei, jumătatea de sud a Dobrogei (Cadrilaterul, adică județele Durostor și Caliacra) sunt cedate Bulgariei.
- 7 septembrie: Al Doilea Război Mondial: Germania lansează Blitzkrieg-ul, o serie de bombardamente surpriză asupra orașelor britanice, mai ales, asupra Londrei.
- 9 septembrie: Au loc asasinatele din comuna Treznea, județul Sălaj. Au fost uciși sau răniți, de către armata maghiară, împreună cu localnicii maghiari din Transilvania de Nord, 263 de români. Drama populației românești din Transilvania de Nord-Est a continuat și în celelalte zile, în perioada 1 septembrie 1940 - 1 septembrie 1942, fiind asasinați 991 de români (în comuna Ip, Sălaj, au fost asasinați, în noaptea de 13-14 septembrie 157 de români).
- 13 septembrie: Al Doilea Război Mondial: Italia invadează Egiptul[3].
- 14 septembrie: Antonescu se autodeclară „Conducătorul” statului român și președinte al Consiliului de Miniștri. Horia Sima este numit ministru secretar de Stat și vicepreședinte al Consiliului de Miniștri. Prin Decret regal, semnat de Regele Mihai I, România este proclamată „Stat Național-Legionar”.
- 16 septembrie: Antonescu s-a autopromovat la gradul de general de corp de armată.
- 20 septembrie: A început procesul de evacuare a populației românești din teritoriul cedat Bulgariei (Cadrilaterul) în urma tratatului de la 7 septembrie 1940, proces încheiat la 1 octombrie 1940.
- 27 septembrie: Al Doilea Război Mondial: Este încheiat, la Berlin, Pactul Tripartit dintre Germania, Italia și Japonia, unde cele trei țări își promit ajutor multilateral pentru instaurarea unei noi ordini mondiale.

### Octombrie
- 28 octombrie: Grecia intră în Al Doilea Război Mondial: Începutul războiului greco-italian și a bătăliei Greciei. Dictatorul grec Ioannis Metaxas a respins ultimatumul dat de Mussolini, răspunzând cu celebrul „όχι“ („nu“, Ziua Ohi), drept care Italia cu ajutorul Albaniei invadează Grecia.

### Noiembrie

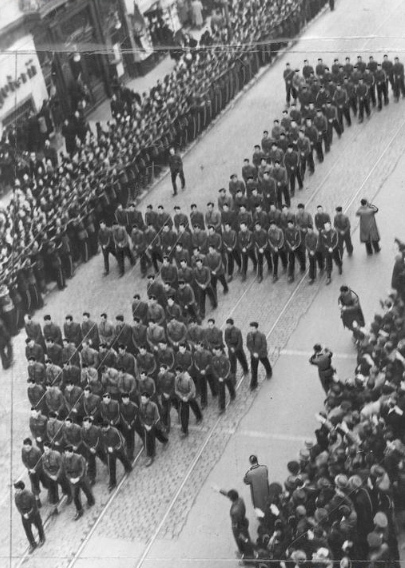
30 noiembrie: Au loc, la București, funeraliile fondatorului și liderului Gărzii de Fier, Corneliu Zelea Codreanu, și a celor 13 legionari, uciși în anul 1938, la ordinul regelui Carol al II-lea.

- 14 noiembrie: Al Doilea Război Mondial: Avioanele germane bombardează și devastează orașul britanic, Coventry.
- 20 noiembrie: Al Doilea Război Mondial: România, Ungaria și Slovacia se alătură Axei.
- 26 noiembrie: Al Doilea Război Mondial: 400.000 de evrei sunt puși la zid și executați în ghetoul din Varșovia. Naziștii numesc 2.500 de evrei în "Poliția evreiască" (Judenrat).
- 28 noiembrie: Ion Antonescu a emis un decret-lege privind „reprimarea infracțiunilor în contra ordinei publice și intereselor statului”.
- 27 noiembrie: Nicolae Iorga este asasinat de un comando legionar, la Strejnic, în județul Prahova.
- 30 noiembrie: Au loc, la București, funeraliile fondatorului și liderului Gărzii de Fier, Corneliu Zelea Codreanu, și a celor 13 legionari (Nicadorii și Decemvirii), uciși în anul 1938, la ordinul regelui Carol al II-lea.

### Decembrie
- 4 decembrie: Este semnat, la Berlin, „Protocolul asupra colaborării româno-germane la realizarea unui plan de 10 ani pentru refacerea economiei românesti”, unul din principalele instrumente pentru punerea economiei române sub control german, România devenind furnizor de materii prime și cel mai mare furnizor de produse agricole al Germaniei.
- 5 decembrie: Într-o scrisoare adresată lui Antonescu, Dinu Brătianu îi cere Conducătorului să pună capăt dezordinii create de legionari, care amenința independența țării.
- 5 decembrie: Antonescu emite un decret care prevedea pedeapsa cu moartea pentru cei care „instigau la rebeliune”.

### Nedatate
- mai: Al Doilea Război Mondial: Începutul "programului german de pacificare" Aktion AB, destinat exterminării rezistenței și intelectualității poloneze. Acțiunea este coordonată simetric cu eforturile URSS-ului în același sens[4].
- iunie: Al Doilea Război Mondial: În cursul a 10 luni de la invazia Germaniei asupra Poloniei, generalul polonez, Wladyslaw Sikorski, organizează în Franța o armată formată din 85.000 de refugiați polonezi pentru a lupta împotriva Germaniei.
- iunie: Regimul de la Vichy (Statul Francez), fost regimul politic al Franței din 1940 - septembrie 1944.

## Arte, științe, literatură și filozofie
- 11 ianuarie: Are loc premiera baletului "Romeo și Julieta" de Serghei Prokofiev, la Leningrad.
- 6 mai: John Steinbeck este laureatul premiului Pulitzer pentru romanul său Fructele mâniei.
- Constantin Noica publică Schiță pentru istoria lui cum e cu putință ceva nou.
- Emil Cioran publică Amurgul gândurilor.

## Nașteri

### Ianuarie
- 6 ianuarie: Doina Badea, cântăreață română de muzică ușoară (d. 1977)
- 6 ianuarie: Ion Lazu, jurnalist român
- 7 ianuarie: Vladica Kovačević, fotbalist sârb (d. 2016)
- 8 ianuarie: Nicolae Dunca, politician român
- 15 ianuarie: Nicolae A. Anastasiu, geolog român, membru corespondent al Academiei Române
- 17 ianuarie: Mircea Snegur (Mircea Ion Snegur), om politic, primul președinte al R. Moldova (1990-1997) (d.2023)
- 18 ianuarie: Ion Ciocanu, scriitor din R. Moldova (d. 2021)
- 23 ianuarie: Ileana Mălăncioiu, poetă și eseistă română, membru corespondent al Academiei Române
- 24 ianuarie: Joachim Gauck, politician german
- 26 ianuarie: Grigore Zanc, jurnalist român
- 27 ianuarie: Petru Lucinschi, politician, al 2-lea președinte al R. Moldova (1997-2001)
- 30 ianuarie: Miguel Ángel Martínez Martínez, politician spaniol

### Februarie

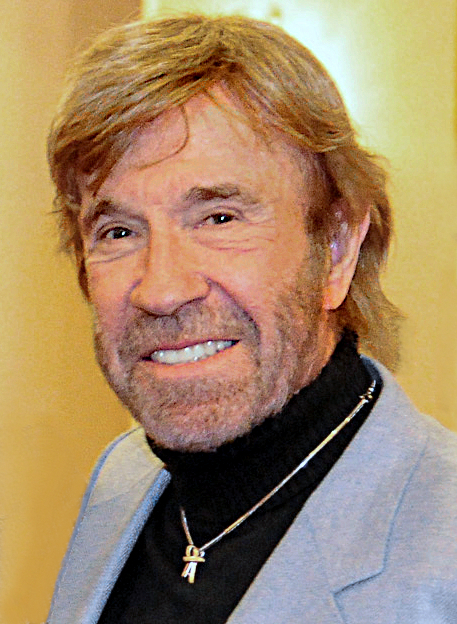
Chuck Norris, actor, artist în arte mațiale, producător de film și scenarist american
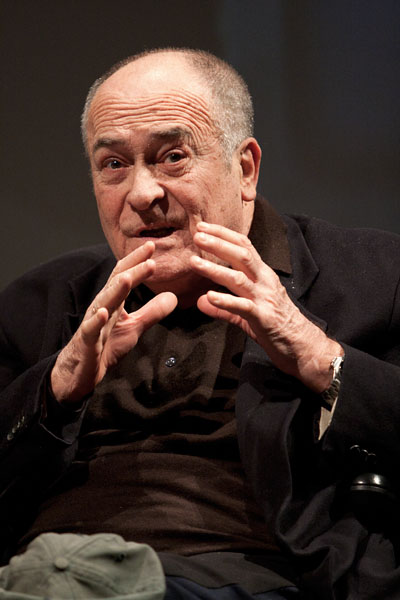
Bernardo Bertolucci, regizor și scenarist italian
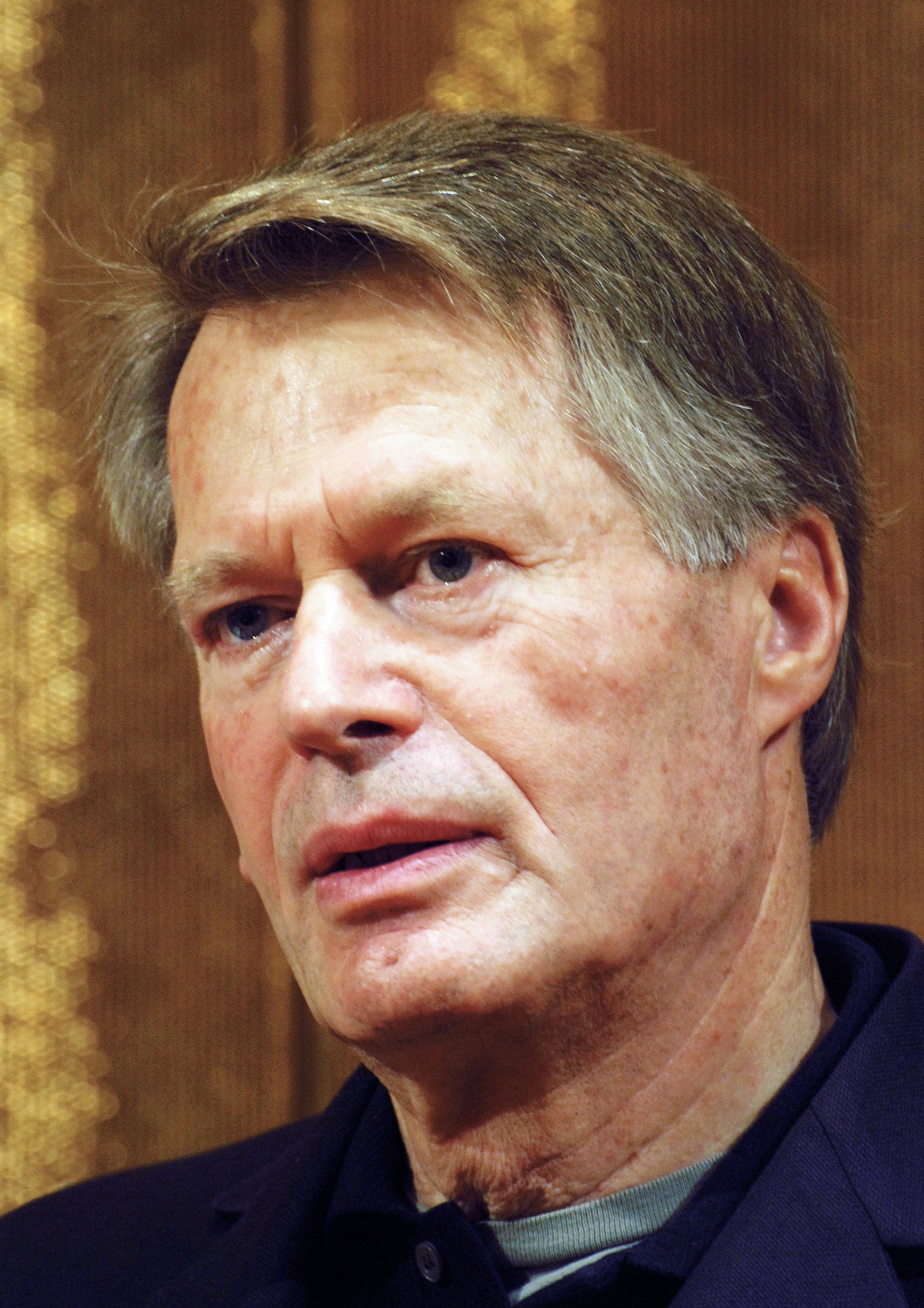
Jean-Marie Gustave Le Clézio, scriitor francez, laureat al Premiului Nobel
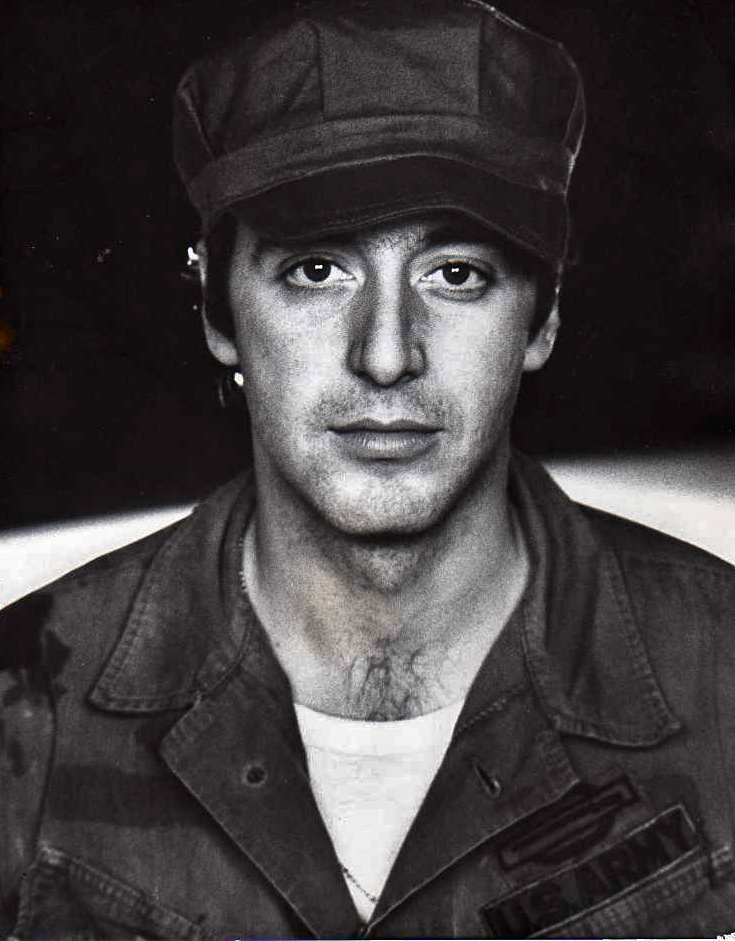
Al Pacino, actor și regizor american, laureat al Premiului Oscar

- 6 februarie: Russell Streiner, actor american
- 7 februarie: Toshihide Maskawa, fizician japonez (d.2021)
- 8 februarie: Avram Filipaș, politician român (d. 2006)
- 9 februarie: J.M. Coetzee (John Maxwell Coetzee), scriitor sud-african, laureat al Premiului Nobel (2003)
- 16 februarie: Iosif Costinaș, jurnalist român (d.2002)
- 19 februarie: Maria Butaciu, interpretă română de muzică populară (d. 2018)
- 19 februarie: Mircea Radu Iacoban, scriitor, dramaturg, prozator și scenarist român
- 19 februarie: Saparmurat Niyazov, președinte al Turkmenistanului (1985-2006), (d. 2006)
- 20 februarie: Clive Hirschhorn, scriitor sud-african
- 21 februarie: Bruno Bolchi, fotbalist italian (d. 2022)
- 21 februarie: Peter Gethin, pilot britanic de Formula 1 (d. 2011)
- 23 februarie: Peter Fonda, actor american (d. 2019)
- 24 februarie: Jean-Marie Cavada, politician francez
- 24 februarie: Denis Law, fotbalist scoțian (atacant) (d.2025)
- 24 februarie: Nicolae Martinescu, luptător român (d. 2013)
- 26 februarie: Mihai Olos, pictor român, sculptor și desenator (d. 2015)
- 26 februarie: Alexandru Repan, actor român
- 27 februarie: Monica Racoviță Moisescu, artistă decoratoare română
- 28 februarie: Radu Deac, medic chirurg român

### Martie
- 2 martie: Sanda Golopenția-Eretescu, lingvistă, folcloristă, eseistă și memorialistă română
- 3 martie: Ștefan Petreuș, solist român de muzică populară, cofondator ansamblu Frații Petreuș (d. 2022)
- 6 martie: Philippe Herzog, politician francez
- 8 martie: Jaime Valdivielso de Cué, politician spaniol (d. 2016)
- 8 martie: Richard Williamson, preot catolic britanic (d.2025)
- 10 martie: Slavco Almăjan, poet, romancier, eseist și publicist din Voivodina (Serbia)
- 10 martie: Chuck Norris (n. Carlos Ray Norris), actor, artist în arte marțiale, producător de film și scenarist american
- 10 martie: Daniel Walther, scriitor francez (d. 2018)
- 13 martie: Dragomir Horomnea, scriitor român
- 14 martie: Masahiro Hamazaki, fotbalist japonez (d. 2011)
- 16 martie: Bernardo Bertolucci, regizor și scenarist italian (d. 2018)
- 20 martie: Mary Ellen Mark, fotografă americană (d. 2015)
- 22 martie: Michael, Prinț al Prusiei, scriitor german (d. 2014)
- 22 martie: Fausto Bertinotti, politician italian
- 23 martie: Michel Hansenne, politician belgian
- 23 martie: Crișan Demetrescu, fizician român
- 25 martie: Anita Bryant (Anita Jane Bryant), cântăreață americană
- 25 martie: Claude Karnoouh, antropolog francez (d.2021)
- 26 martie: Nancy Pelosi (Nancy Patricia D'Alesandro), politiciană americană
- 26 martie: Fiona Kidman, scriitoare neozeelandeză
- 26 martie: James Caan (James Edmund Caan), actor american (d.2022)
- 27 martie: Traian Stănescu, actor român (d. 2022)
- 29 martie: Octavian Nemescu, compozitor român (d.2020)
- 29 martie: Graham Booth, politician britanic (d. 2011)
- 31 martie: Barney Frank (Barnett Frank), politician american

### Aprilie
- 1 aprilie: Alexander Falconer, politician britanic (d. 2012)
- 10 aprilie: Adrian Cristescu, medic neurochirurg român (d. 2008)
- 12 aprilie: Mircea Martin, critic literar, teoretician literar și eseist român
- 13 aprilie: Jean-Marie Gustave Le Clézio, scriitor francez, laureat al Premiului Nobel
- 13 aprilie: Vladimir Cosma, violonist, compozitor și dirijor francez
- 13 aprilie: Max Mosley (Max Rufus Mosley), pilot britanic de Formula 1, avocat (d. 2021)
- 15 aprilie: Jeffrey Archer (Jeffrey Howard Archer), politician și  scriitor englez
- 16 aprilie: Rolf Dieter Brinkmann, poet german (d. 1975)
- 16 aprilie: Bazil Dumitrean, politician român (d.2015)
- 18 aprilie: Emanoil-Dan Barbaresso, politician român
- 20 aprilie: Olga Cicanci, paleografă română și istoric (d. 2013)
- 22 aprilie: Marie-José Nat (n. Marie-José Benhalassa), actriță franceză (d. 2019)
- 24 aprilie: Sue Grafton, scriitoare americană (d. 2017)
- 25 aprilie: Al Pacino (Alfredo James Pacino), actor și regizor american, laureat al Premiului Oscar (1993)
- 26 aprilie: Horia Florescu, politician român
- 27 aprilie: Nicolae Mătcaș, politician din R. Moldova
- 28 aprilie: Elena Cosma, pianistă română (d. 2001)
- 29 aprilie: Ștefan Staicu, inginer român, membru corespondent al Academiei Române (din 2016)
- 30 aprilie: Burt Young, actor american de film (d. 2023)

### Mai
- 1 mai: Colette Avital, diplomată israeliană
- 2 mai: Ernesto Cortázar II, compozitor mexican (d.2004)
- 2 mai: Mircea Costache II, handbalist și antrenor de handbal român (d. 2016)
- 3 mai: Dumitru Moțpan, politician din R. Moldova (d. 2018)
- 4 mai: Anton Cosma, critic și istoric literar român (d. 1991)
- 5 mai: Lance Henriksen (Lance James Henriksen), actor american
- 6 mai: József Annus, politician maghiar (d. 2005)
- 7 mai: Vasile Vîșcu, vicepremier al RSS Moldovenești și deținut politic (d. 2010)
- 9 mai: Constantin Prut, istoric român (d.2023)
- 9 mai: Griguță-Augustin Botiș, politician român
- 10 mai: Wayne Dyer, psiholog și scriitor american (d.2015)
- 13 mai: Mircea Ciobanu (n. Mircea Sandu), poet, romancier și eseist român (d. 1996)
- 15 mai: Isai Cârmu, pictor din R. Moldova (d. 2015)
- 15 mai: Proinsias De Rossa, politician irlandez
- 17 mai: Valeriu Pantazi, pictor, poet și scriitor român (d. 2015)
- 19 mai: Michael McGowan, politician britanic
- 21 mai: Radu Varia, istoric al artei român
- 21 mai: Ildikó Pécsi, actriță maghiară (d. 2020)
- 22 mai: Tănase Mureșanu, scrimer român (d. 2007)
- 23 mai: Gheorghe Vâlceanu, politician român
- 23 mai: Lone Dybkjær, politiciană daneză (d. 2020)
- 24 mai: Iosif Brodski (Иосиф Александрович Бродский), poet, eseist și dramaturg rus laureat al Premiului Nobel (d. 1996)
- 28 mai: Hiroshi Katayama, fotbalist japonez
- 28 mai: Wilfried Baasner, actor german (d. 2006)
- 29 mai: Faruk Ahmad Khan Leghari, politician pakistanez (d. 2010)
- 30 mai: Koldo Gorostiaga Atxalandabaso, politician spaniol

### Iunie
- 1 iunie: Kip Thorne (Kip Stephen Thorne), fizician american laureat al Premiului Nobel
- 3 iunie: Anatol Ciocanu, poet din R. Moldova (d. 2012)
- 4 iunie: Ioan Igna, fotbalist și arbitru român
- 8 iunie: Nancy Sinatra (Nancy Sandra Sinatra), cântăreață americană
- 10 iunie: Jacques Rancière, filosof francez
- 12 iunie: Nathaniel Popp, preot român
- 15 iunie: Aristide Ghiță, fotbalist român (d. 2005)
- 16 iunie: Melania Ursu, actriță română de teatru și film (d. 2016)
- 16 iunie: William Yeager, matematician și inginer american
- 17 iunie: Virgil Ogășanu, actor român
- 17 iunie: Vasile Avram, scriitor român (d. 2002)
- 19 iunie: Efstratios Korakas, politician grec
- 22 iunie: Abbas Kiarostami, regizor și scenarist iranian (d. 2016)
- 24 iunie: Ioan-Paul Cojocaru, politician român
- 25 iunie: A. J. Quinnell (n. Philip Nicholson), scriitor britanic (d. 2005)
- 25 iunie: Shozo Tsugitani, fotbalist japonez (d. 1978)
- 25 iunie: Aureliu Leca, politician român (d. 2015)
- 26 iunie: Rogelio R. Sikat, scriitor filipinez (d. 1997)
- 27 iunie: Eugen Ciceu, pianist german (d. 1997)
- 28 iunie: Toma Csiha Ernestin, politician român
- 28 iunie: Petru Gherghel, episcop catolic român
- 28 iunie: Muhammad Yunus, economist, antreprenor, om de stat și lider al societății civile din Bangladesh,  Consilier Șef al guvernului interimar al Bangladeshului din 8 august 2024, pionierul conceptului modern de microcredit și microfinanțare, pentru care a fost distins cu Premiul Nobel pentru pace în 2006

### Iulie

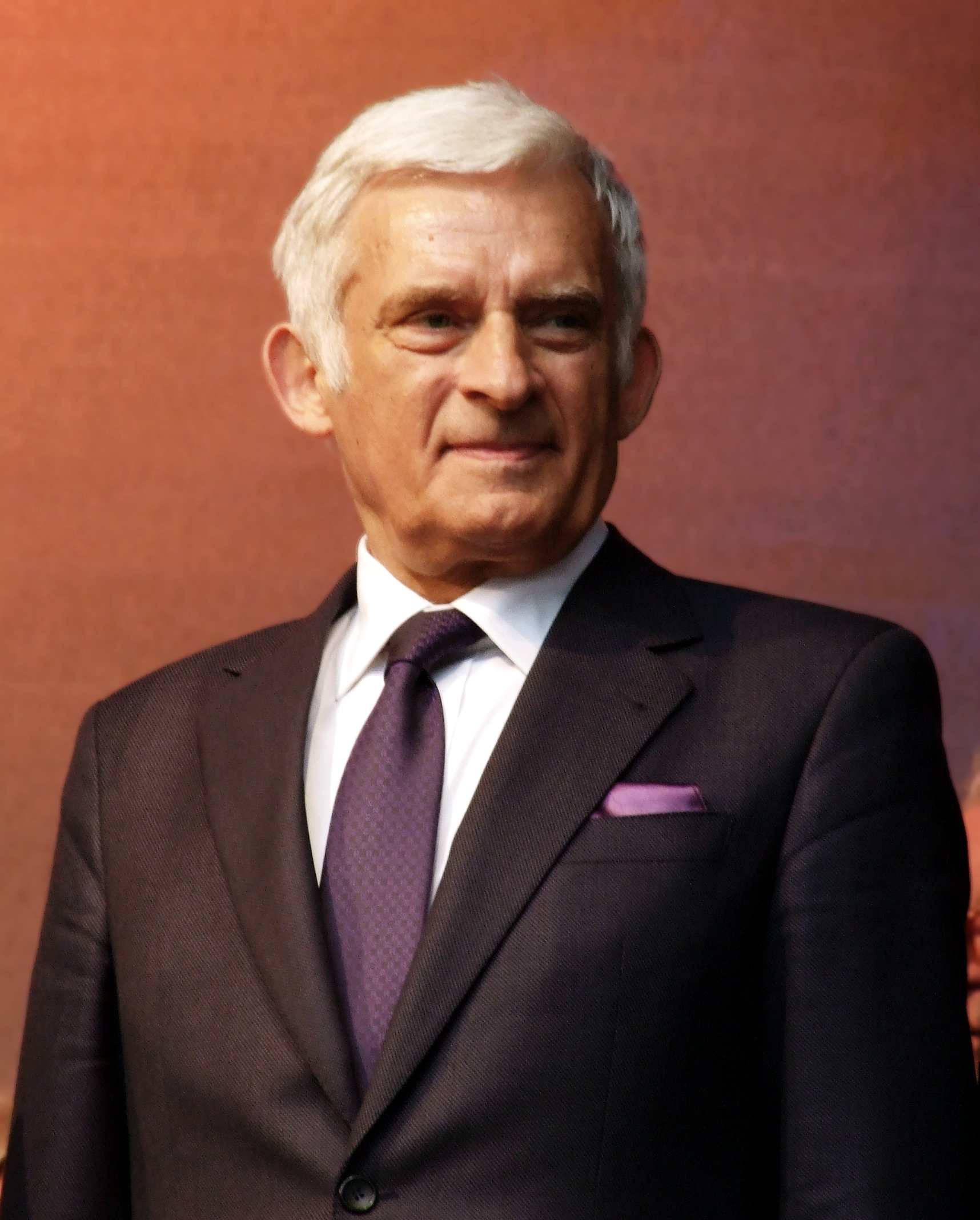
Jerzy Buzek, politician polonez, prim-ministru al Poloniei și președinte al Parlamentului European
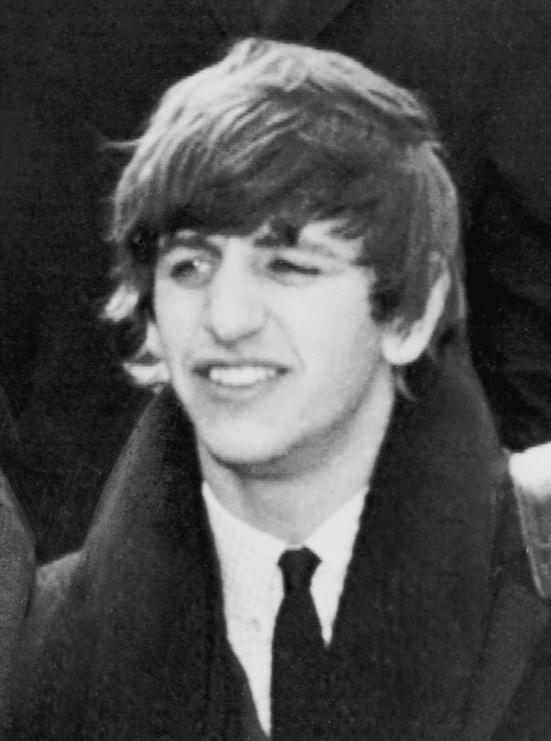
Ringo Starr, muzician britanic (The Beatles)
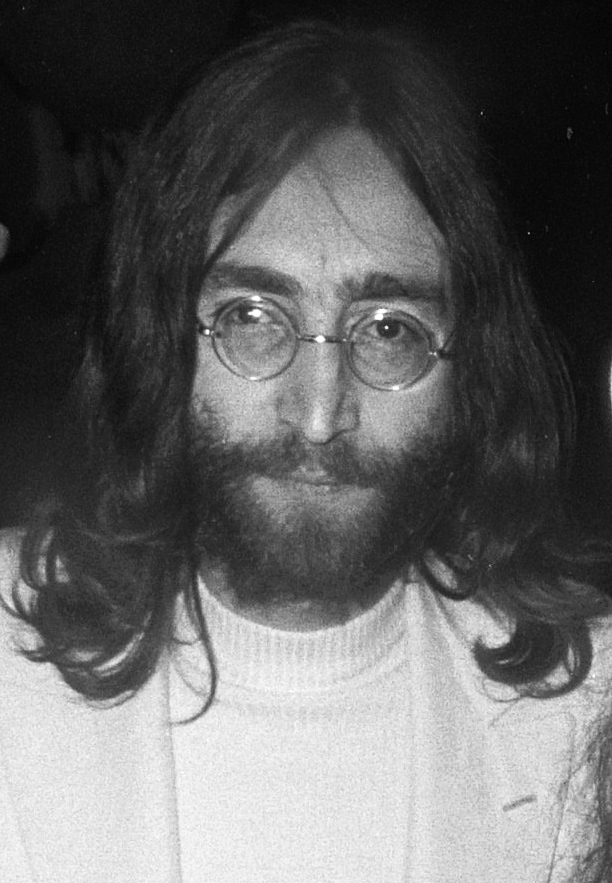
John Lennon, muzician, cântăreț, scriitor și compozitor britanic (The Beatles)
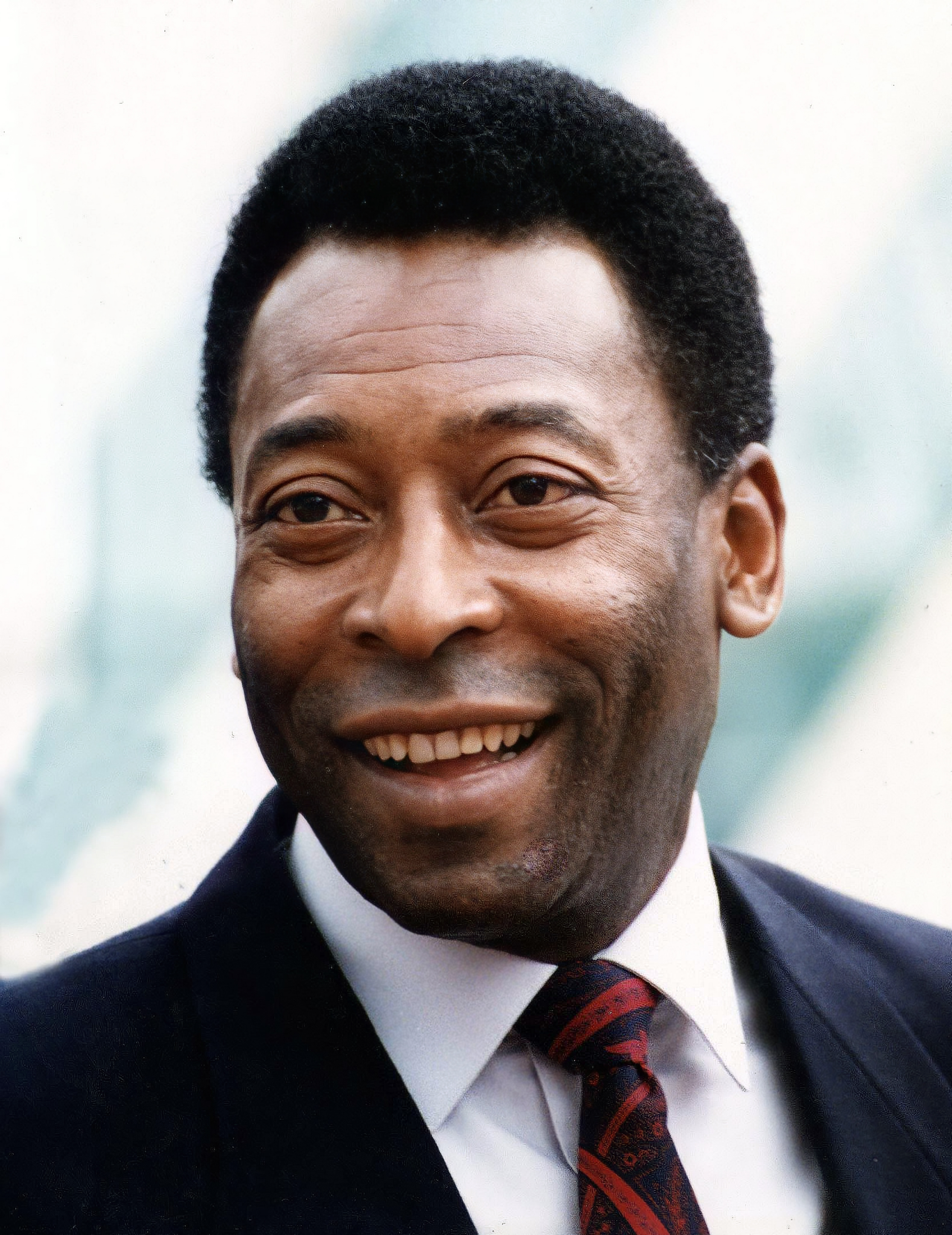
Pelé, fotbalist brazilian

- 2 iulie: Christopher Awdry, scriitor britanic
- 3 iulie: Jerzy Buzek, politician polonez, prim-ministru al Poloniei (1997-2001) și președinte al Parlamentului European (2009-2012)
- 3 iulie: Oya Baydar, scriitoare turcă
- 3 iulie: Mihai Adam, fotbalist român (d. 2015)
- 4 iulie: Nursultan Nazarbayev, președinte al Kazahstanului (1991-2019)
- 5 iulie: Ottó Tolnai, scriitor maghiar (d. 2025)
- 7 iulie: Ringo Starr (n. Richard Starkey), muzician britanic (The Beatles)
- 16 iulie: Tiberiu Ceia, interpret român de muzică populară din zona Banatului (d.2023)
- 17 iulie: Melania Herdeanu, cântăreață română de operă (d. 2017)
- 17 iulie: Faisal Husseini, politician palestinian (d. 2001)
- 18 iulie: Alexandru Cecal, chimist român, profesor la Facultatea de Chimie Iași
- 20 iulie: Dan Voiculescu, compozitor român (d. 2009)
- 20 iulie: Vasile Brescanu, regizor de film din Republica Moldova (d. 2010)
- 20 iulie: Constantin Dracsin, scriitor român (d.1999)
- 23 iulie: Daniel Goldin, inginer american
- 26 iulie: Monica Ghiuță, actriță română (d. 2019)
- 26 iulie: Nae Cosmescu, regizor român de teatru și televiziune (d. 2016)
- 30 iulie: Constantin Vremuleț, jurnalist si scriitor român

### August
- 3 august: Martin Sheen (n. Ramón Antonio Gerardo Estévez Phelan), actor american
- 5 august: Raimon Obiols, politician spaniol
- 7 august: Jean-Luc Dehaene, politician belgian (d. 2014)
- 10 august: Laurențiu Panaitopol, matematician român (d. 2008)
- 10 august: Peter Atkins, chimist britanic
- 11 august: Simion Popescu, luptător român
- 13 august: Nicolae Esinencu, scenarist și scriitor român, născut în R. Moldova (d. 2016)
- 14 august: Arthur Laffer, economist american
- 15 august: Gudrun Ensslin, teroristă germană (d. 1977)
- 17 august: Cornel Hațegan, fizician român
- 18 august: Stanley Johnson, politician britanic
- 19 august: Vlada Barzin, poet sârb (d. 2006)
- 19 august: John Leslie Marshall, politician britanic
- 20 august: Corneliu Turianu, jurist român (d. 2016)
- 22 august: Yambo Ouologuem, scriitor malian (d. 2017)
- 23 august: Galen Rowell, fotograf american (d. 2002)
- 25 august: Mihai Pelin, istoric român (d. 2007)
- 26 august: Ioan Dumitrache, inginer și profesor universitar român
- 29 august: Alexandru-Vladimir Ciurea, medic neurochirurg român
- 31 august: Carmel Bird, romancieră australiană

### Septembrie
- 1 septembrie: Annie Ernaux, scriitoare franceză
- 3 septembrie: Emil Șimăndan, ziarist, publicist și scriitor român
- 3 septembrie: Eduardo Galeano, scriitor uruguayan (d. 2015)
- 4 septembrie: Giulietto Chiesa, politician italian (d. 2020)
- 5 septembrie: Raquel Welch (n. Jo Raquel Tejada), actriță americană (d.2023)
- 8 septembrie: Marioara Tănase, interpretă română de muzică populară și romanțe (d. 1970)
- 13 septembrie: Óscar Arias Sánchez (Óscar Rafael de Jesús Arias Sánchez), politician, președinte al Republicii Costa Rica (1986-1990; 2006-2010), laureat al Premiului Nobel (1987)
- 15 septembrie: Jürgen Schröder, politician german
- 18 septembrie: Abbas El Fassi, politician marocan
- 19 septembrie: Natalia Gliga, interpretă română de muzică populară din zona Mureșului (d. 2018)
- 20 septembrie: Taro Aso, politician japonez
- 21 septembrie: Ilie Gheorghe, actor român (d. 2018)
- 22 septembrie: Anna Karina, actriță, cântăreață franceză, de etnie daneză (d. 2019)
- 25 septembrie: Umberto Pirilli, politician italian
- 27 septembrie: Mishal Al-Ahmad Al-Jaber Al-Sabah, emir al Kuweitului
- 29 septembrie: Richard Falbr, politician ceh
- 29 septembrie: Nicola Di Bari, cântăreț italian
- 29 septembrie: Joan Vallvé, politician spaniol

### Octombrie
- 2 octombrie: Nanni Galli, pilot italian de Formula 1 (d. 2019)
- 2 octombrie: Gheorghe Gruia, handbalist român (d.2015)
- 2 octombrie: Liviu Maior, istoric român
- 2 octombrie: Constantin Năsturescu, fotbalist român (d. 2021)
- 3 octombrie: Silvia Constantinescu, jurnalist și scriitor român
- 3 octombrie: Leni Dacian (Elena Dacian), balerină și coregrafă română
- 3 octombrie: Ion Mocioi, politician român
- 5 octombrie: Milena Dravić, actriță sârbă (d. 2018)
- 7 octombrie: Sergiu Cioiu, actor și cântăreț român
- 8 octombrie: Gabriel Josipovici, scriitor britanic
- 9 octombrie: John Lennon, muzician, cântăreț, scriitor și compozitor britanic, unul dintre fondatorii trupei britanice The Beatles (d. 1980)
- 14 octombrie: Cliff Richard (n. Harry Rodger Webb), cântăreț britanic de muzică pop
- 16 octombrie: Valentin Timaru, compozitor și muzicolog român
- 17 octombrie: Mihai Coșcodan, politician din R. Moldova (d. 2016)
- 19 octombrie: Michael Gambon, actor irlandez (d.2023)
- 21 octombrie: Dumitru Tinu, jurnalist român (d. 2003)
- 23 octombrie: Pelé (n. Edison Arantes do Nascimento), fotbalist brazilian (d.2022)
- 26 octombrie: François Duprat, politician francez (d. 1978)
- 26 octombrie: John Horgan, politician irlandez
- 29 octombrie: Manfred Reichert, fotbalist german (d. 2010)
- 31 octombrie: Walderez de Barros, actriță braziliană

### Noiembrie
- 3 noiembrie: Dieter Acker, compozitor german (d. 2006)
- 4 noiembrie: Magda Kósáné Kovács, politiciană maghiară (d. 2020)
- 5 noiembrie: Luisa Morgantini, politiciană italiană
- 5 noiembrie: Elke Sommer, actriță germană
- 6 noiembrie: Mihai Zamfir, roman literar istoric, scriitor, eseist
- 7 noiembrie: Dorina Lazăr, actriță română
- 10 noiembrie: Tudor Mărăscu, regizor de film român (d. 2012)
- 11 noiembrie: Ioannis Koukiadis, politician grec
- 12 noiembrie: Jürgen Todenhöfer, politician german
- 13 noiembrie: Saul Kripke, filosof american (d.2022)
- 13 noiembrie: William Taubman, istoric american
- 16 noiembrie: Ion Marin Almăjan, jurnalist român
- 21 noiembrie: Gojko Đogo, scriitor sârb
- 22 noiembrie: Ioannis Patakis, politician grec (d. 2009)
- 22 noiembrie: Andrzej Żuławski, regizor de film, polonez (d. 2016)
- 26 noiembrie: Gianni De Michelis, politician italian (d. 2019)
- 27 noiembrie: Bruce Lee (n. Lee Jun-fan), actor de film, instructor de arte marțiale, filosof, regizor, producător și scenarist american de origine chineză, întemeietorul categoriei de artă marțială cunoscută sub numele de Jeet Kune Do. (d.1973)
- 30 noiembrie: Ion Monea, boxer român (d. 2011)

### Decembrie
- 1 decembrie: Richard Pryor, actor american (d. 2005)
- 2 decembrie: Cornel Fugaru, cântăreț român (d. 2011)
- 5 decembrie: Nicolae Viorel Oproiu, inginer român
- 13 decembrie: Christina Christodoulou-Todea, publicistă și traducătoare română
- 15 decembrie: Barbara Valentin, actriță austriacă (d. 2002)
- 17 decembrie: Nicolae Lupescu, fotbalist român (d. 2017)
- 22 decembrie: Cristina Deleanu, actriță română de film, radio, televiziune, teatru și voce (d.2025)
- 23 decembrie: Valeriu Graur, politician din R. Moldova (d. 2012)
- 24 decembrie: Constantin Oțet, fotbalist român (d. 1999)
- 26 decembrie: Teruki Miyamoto, fotbalist japonez (d. 2000)
- 26 decembrie: Edward Prescott, economist american (d.2022)
- 26 decembrie: Vintilă Ivănceanu, editor austriac (d. 2008)
- 27 decembrie: Willi Görlach, politician german
- 29 decembrie: Magdalene Hoff, politiciană germană (d. 2017)
- 31 decembrie: Dieter Pildner, sculptor italian

## Decese
- 7 ianuarie: Grigore Trancu-Iași, 65 ani, om politic, economist, avocat, profesor universitar, scriitor și memorialist român (n. 1874)
- 12 ianuarie: Ion T. Costin, 52 ani, politician din R. Moldova (n. 1887)
- 18 ianuarie: Kazimierz Przerwa-Tetmajer, 74 ani, scriitor polonez (n. 1865)
- 21 ianuarie: Einar Benediktsson, 76 ani, poet islandez (n. 1864)
- 29 ianuarie: Nedo Nadi, 45 ani, scrimer italian (n. 1894)
- 1 februarie: George de Bothezat (Gheorghe Botezatu), 57 ani, inginer american de origine română (n. 1882)
- 17 februarie: Waldemar Christofer Brøgger, 88 ani, mineralog și geolog norvegian (n. 1851)
- 26 februarie: Nicolae Tonitza, 54 ani, artist plastic român (n. 1886)

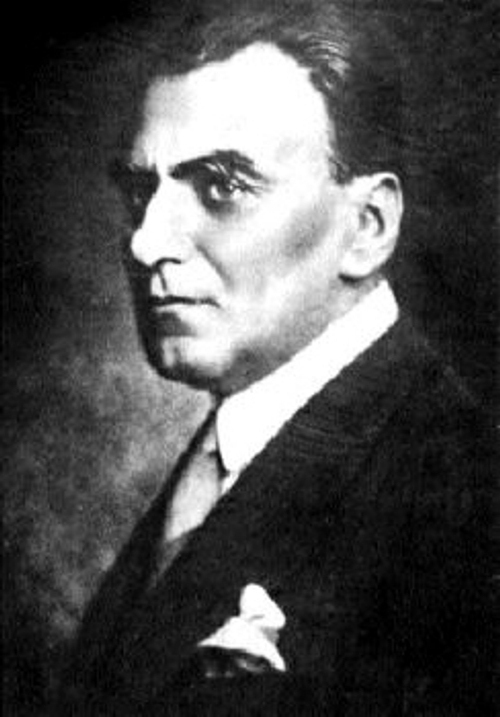
Nae Ionescu, filosof, logician, pedagog și jurnalist român
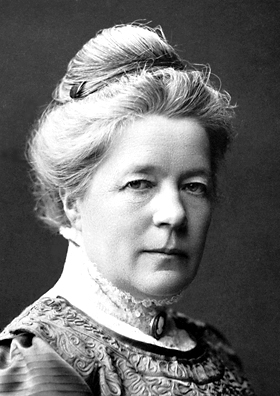
Selma Lagerlöf, scriitoare suedeză, prima femeie care a primit Premiul Nobel pentru Literatură în anul 1909
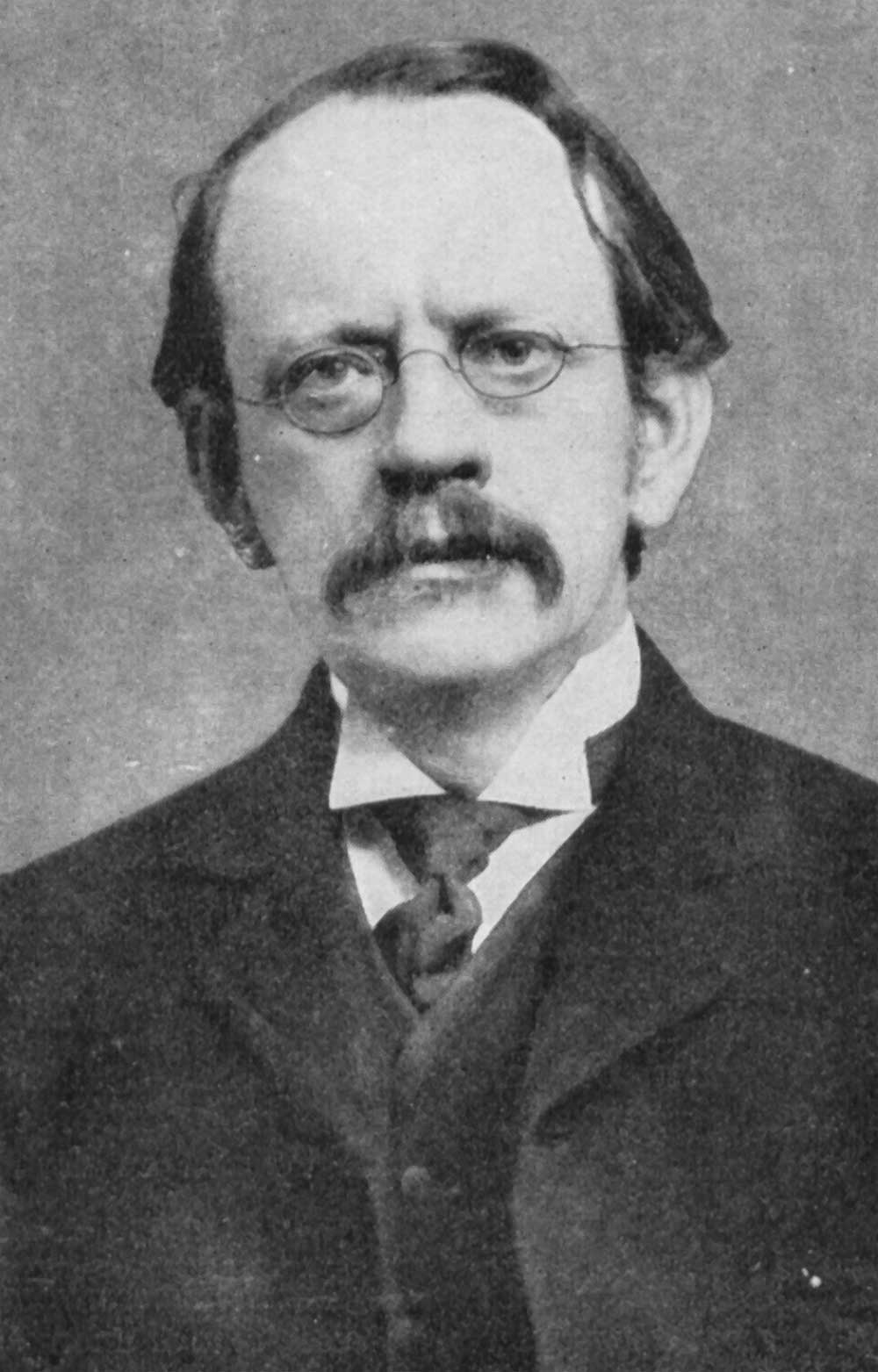
Joseph John Thomson, fizician englez, laureat al Premiului Nobel
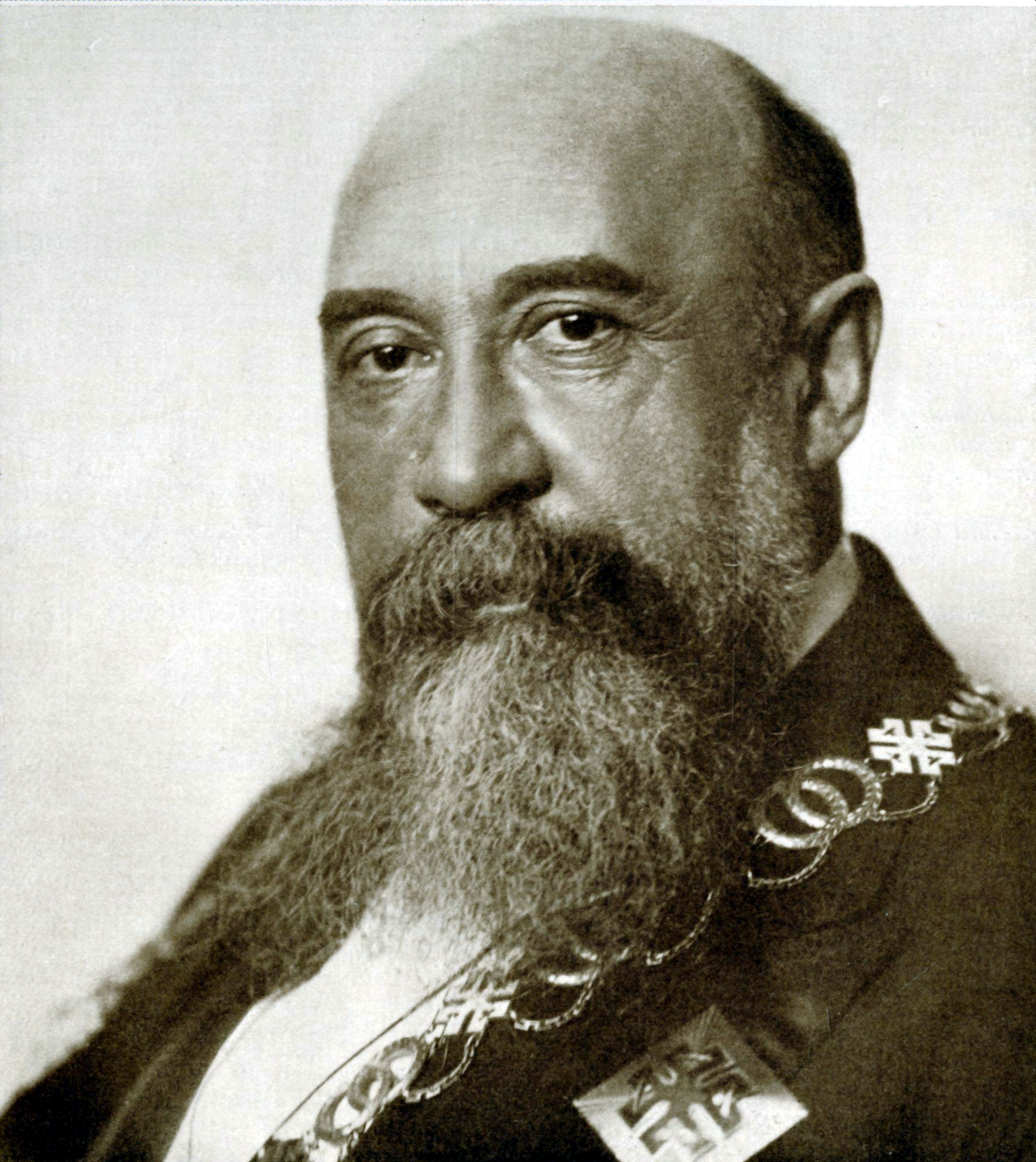
Nicolae Iorga, critic literar, dramaturg, enciclopedist, istoric, memorialist, profesor universitar și scriitor român, prim-ministru al României

- 1 martie: Anton Hansen Tammsaare, 62 ani, scriitor estonian (n. 1878)
- 3 martie: Sergiu Niță, 57 ani, politician român (n. 1883)
- 10 martie: Mihail Bulgakov, 48 ani, scriitor rus (n. 1891)
- 15 martie: Nae Ionescu (n. Nicolae C. Ionescu), 49 ani, filosof, logician, pedagog și jurnalist român (n. 1890)
- 15 martie: Nicolae C. Ionescu (aka Nae Ionescu), 49 ani, filosof, profesor universitar, jurnalist și politician român (n. 1890)
- 16 martie: Selma Lagerlöf (n. Selma Ottilia Lovisa Lagerlöf), 81 ani, scriitoare suedeză, laureată a Premiului Nobel (1909), (n. 1858)
- 24 martie: Gheorghe conte Wassilko de Serecki, 76 ani, politician austro-român, membru ereditar al Camerei Superioare al imperiului austriac și mareșal al Ducatului Bucovinei (n. 1864)
- 24 martie: Édouard Branly (Eugène Édouard Désiré Branly), 95 ani, fizician francez (n. 1844)
- 25 martie: Ioachim Miloia, 42 ani, istoric român (n. 1897)
- 25 martie: Ion Nonna Otescu, 51 ani, compozitor român (n. 1888)
- 5 aprilie: Józef Marcinkiewicz, 30 ani, matematician polonez (n. 1910)
- 15 aprilie: Alexandru Plămădeală, 51 ani, sculptor din R. Moldova (n. 1888)
- 18 aprilie: Lajos Ady, 59 ani, scriitor, istoric literar și pedagog maghiar (n. 1877)
- 15 mai: Elena Pop-Hossu Longin, 77 ani, scriitoare, jurnalistă și militantă româncă pentru drepturile femeilor (n. 1862)
- 20 mai: Verner von Heidenstam (Carl Gustaf Verner von Heidenstam), 80 ani, scriitor suedez, laureat al Premiului Nobel (1916), (n. 1859)
- 20 mai: Jozef Gregor-Tajovský, 65 ani, scriitor slovac (n. 1874)
- 1 iunie: Jan Celliers (Jan François Elias Celliers), 75 ani, poet sud-african (n. 1865)
- 12 iunie: William Lashly, 72 ani, explorator britanic (n. 1867)
- 21 iunie: Hendrik Marsman, 40 ani, scriitor din Țările de Jos (n. 1899)
- 21 iunie: Édouard Vuillard (Jean Édouard Vuillard), 71 ani, pictor francez (n. 1868)
- 29 iunie: Paul Klee, 60 ani, artist elvețian (n. 1879)
- 3 iulie: Nicolae Bivol, 58 ani, politician din R. Moldova (n. 1882)
- 4 iulie: Józef Pankiewicz, 73 ani, pictor polonez (n. 1866)
- 8 iulie: Ferenc Márton, 55 ani, artist maghiar (n. 1884)
- 21 iulie: Traian Bratu, 64 ani, germanist, rector al Universității A. I. Cuza din Iași (n. 1875)
- 21 august: Lev Troțki (n. Leib Bronștéin), 60 ani, revoluționar rus de etnie evreiască (n. 1879)
- 30 august: Joseph John Thomson, 83 ani, fizician englez, laureat al Premiului Nobel (1906), (n. 1856)
- 8 septembrie: Constantin Gheorghe Banu, 67 ani, scriitor, jurnalist și politician român (n. 1873)
- 10 septembrie: Nikola Ivanov, 79 ani, ofițer bulgar (n. 1861)
- 26 septembrie: Walter Benjamin (Walter Bendix Schoenflies Benjamin), 48 ani, scriitor, critic și filosof german (n. 1892)
- 27 septembrie: Julius Wagner-Jauregg, 83 ani, medic neurolog austriac, laureat al Premiului Nobel (1927), (n. 1857)
- 4 octombrie: Petre Andrei, 49 ani, filosof, sociolog și politician român, membru al Academiei Române (n. 1891)
- 17 octombrie: Florence Scovel Shinn, 69 ani, scriitoare americană (n. 1871)
- 26 octombrie: Olga Boznańska (Olga Helena Karolina Boznańska), 75 ani, pictoriță poloneză (n. 1865)
- 8 noiembrie: Andrei Petrovici Kiselev, 87 ani, matematician rus (n. 1852)
- 9 noiembrie: Neville Chamberlain (n. Arthur Neville Chamberlain), 71 ani, politician britanic, prim-ministru al Marii Britanii (1937-1940), (n. 1869)
- 14 noiembrie: Albert Kahn, 80 ani, bancher francez (n. 1860)
- 18 noiembrie: Ion C. Inculeț (Ion Constantin Inculeț), 56 ani, om politic român (n. 1884)
- 18 noiembrie: Ivane Jahahișvili, 64 ani, istoric georgian (n. 1876)
- 20 noiembrie: Ioan Moța, 71 ani, preot și publicist român (n. 1868)
- 26 noiembrie: Victor Iamandi, 49 ani, politician român (n. 1891)
- 26 noiembrie: Lordul Rothermere (Harold Sidney Harmsworth), 72 ani, politician britanic (n. 1868)
- 26 noiembrie: Gheorghe Argeșanu (Gheorghe Argeșeanu), 57 ani, politician român (n. 1883)
- 27 noiembrie: Nicolae Iorga (n. Nicu N. Iorga), 69 ani, critic literar, dramaturg, enciclopedist, istoric, memorialist, profesor universitar și scriitor român, prim-ministru al României (1931-1932), (n. 1871)
- 27 noiembrie: Virgil Madgearu (n. Virgil Traian N. Madgearu), 53 ani, economist și politician român (n. 1887)
- 19 decembrie: Kyösti Kallio, 67 ani, politician finlandez (n. 1873)
- 21 decembrie: F. Scott Fitzgerald (n. Francis Scott Key Fitzgerald), 44 ani, scriitor american (n. 1896)
- 30 decembrie: Gjergj Fishta, 69 ani, scriitor albanez (n. 1871)

## Premii Nobel
- Fizică: O treime din premiul in bani a fost alocat Fondului Principal, iar celelalte două treimi au fost alocate Fondului Special aferent acestei categorii
- Chimie: O treime din premiul in bani a fost alocat Fondului Principal, iar celelalte două treimi au fost alocate Fondului Special aferent acestei categorii
- Medicină: O treime din premiul in bani a fost alocat Fondului Principal, iar celelalte două treimi au fost alocate Fondului Special aferent acestei categorii
- Literatură: O treime din premiul in bani a fost alocat Fondului Principal, iar celelalte două treimi au fost alocate Fondului Special aferent acestei categorii
- Pace: O treime din premiul in bani a fost alocat Fondului Principal, iar celelalte două treimi au fost alocate Fondului Special aferent acestei categorii